# Messier 59
A Messier 59 (más néven M59, vagy NGC 4621) egy elliptikus galaxis a Virgo (Szűz) csillagképben.

## Felfedezése
Az M59 galaxist Johann Gottfried Koehler fedezte fel 1779. április 11-én. Charles Messier francia csillagász 4 nappal később találta meg, majd katalogizálta a galaxist.

## Tudományos adatok
Az M59 a Virgo-halmaz tagja, és egyike az abban található legnagyobb elliptikus galaxisoknak.